# محمد مخدوم
سید محمد مخدوم نیشابوری ملقب و مشهور به میر مخدوم(یا مختوم) از شاعران  سده نهم هجری، دوره تیموری و معاصر شاهرخ بوده است.

## زندگی
پدرش از مدینه بود. محمد مخدوم در هرات در خدمت یکی از امیران تیموری، امیر شاه قاسم الانوار بوده است و هنگامی که این امیر را به جرم شیعه بودن از هرات اخراج کردند، محمد مخدوم  را  نیز به دستور شاهرخ به زندان افکندند..

## نمونه اشعار
| در دایره ی وجود موجود یکی است |  | از کعبه و از کنشت مقصود یکی است    |
| بر صحنه کائنات خطی است مبین   |  | که ای سالک ره عابد و معبود یکی است |

| موجود حقیقی به جز انسان نبوَد |  | بر هر فهمی این سخن آسان نبوَد   |
| یک جرعه ازین شراب نابت ندهند |  | تا خلق و خدا پیش تو یکسان نبوَد |

| خواهی که ز اصل کار آگاه شوی   |  | بر تخت حیات جاودان شاه شوی   |
| در راه طلب بنده ی درویشان باش |  | تا در دو جهان مقبول الله شوی |